# Moviment paral·lel
El moviment paral·lel és el que es dona entre les diferents veus o parts d'una composició polifònica i contrapuntística quan aquestes veus es mouen en la mateixa direcció, ja sigui ascendent o descendent.
Això és aplicable a les dues veus d'una composició a dues veus però també a les relacions que hi hagi entre dues o més veus en una composició que en tingui més de dues.
Malgrat la nomenclatura, els intervals que fan les diferents veus en el moviment paral·lel no necessàriament han de ser idèntics, de manera que, estrictament parlant, el moviment no ha de ser necessàriament realment paral·lel, atès que els intervals que separen ambdues (o més) veus no han de ser els mateixos ni al començament i al final del passatge ni s'han de mantenir constants. En el cas que fos així, llavors parlem d'un moviment per "terceres" paral·leles, o per "quartes paral·leles", etc.
Les altres dues possibilitats de relació entre les diverses veus en el contrapunt són el moviment oblic i el moviment contrari.